# Estação Central do Brasil
Estação Central do Brasil é uma estação de trens metropolitanos localizada no Centro da cidade do Rio de Janeiro e operada pela SuperVia.

## História

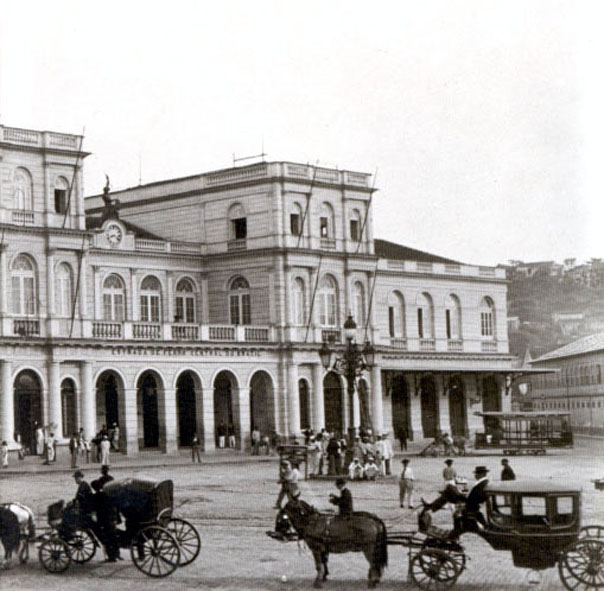
Antiga Estação Dom Pedro II, em 1899.

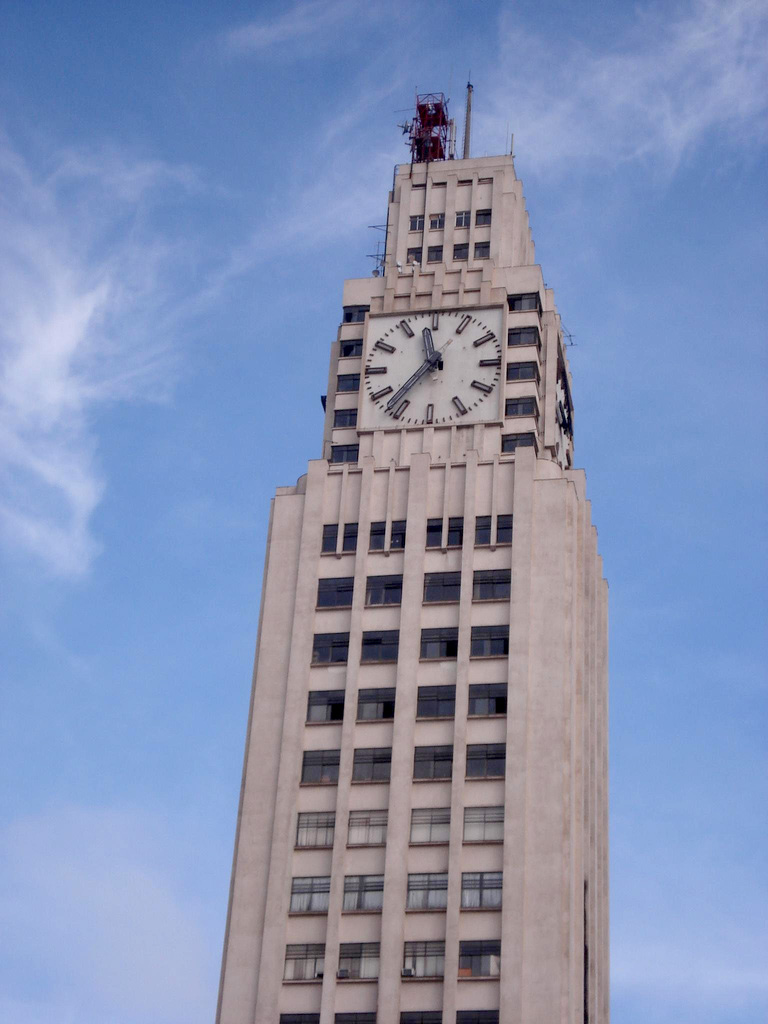
Torre do relógio da Estação Central do Brasil

É uma das mais famosas estações de trens do Brasil. Até o início da década de 2000, se chamava Estação Dom Pedro II, denominação pela qual ainda é também conhecida.
O primeiro prédio foi construído em 1858 para inaugurar a linha da Estrada de Ferro Central do Brasil, a "Estação do Campo". Com o tempo teve seu nome alterado para estação da Corte e, mais tarde, Dom Pedro II. A estação hoje se chama Central do Brasil devido à antiga companhia ferroviária extinta em 1975 e unificada como superintendência regional da Rede Ferroviária Federal (RFFSA). Este já era o nome informal da estação, e passou a oficial depois do filme a que deu nome, com cenas rodadas na estação, pelo qual Fernanda Montenegro concorreu ao Óscar de melhor atriz, em 1998.
O prédio construído em 1858, foi reformado anos mais tarde e finalmente demolido nos anos 40, para dar lugar ao atual, em razão das obras de eletrificação e expansão do sistema.
O novo edifício-prédio sede da Estrada de Ferro Central do Brasil, inaugurado em 1943, originalmente previa apenas uma ampliação e mais quatro andares; foi o arquiteto húngaro-brasileiro Geza Heller, o principal inspirador que incluiu 32 andares e quatro relógios distribuídos na fachada.

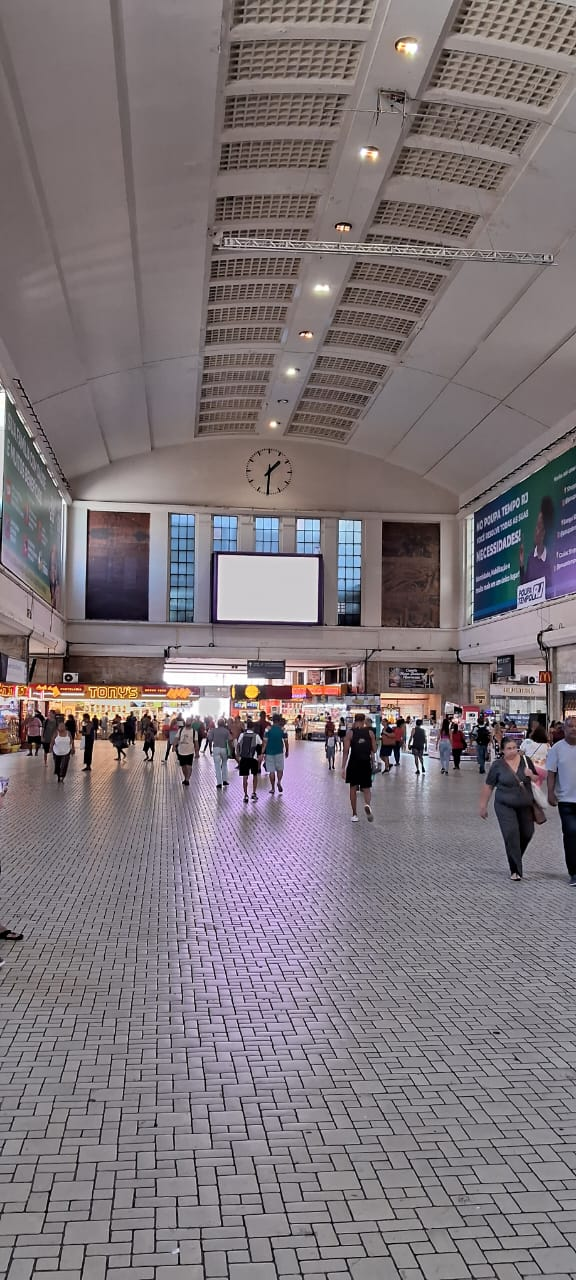
Saguão central interno da estação ferroviária Central do Brasil

Por muitos anos, até o início da década de 1990, várias composições que partiam da estação, ligavam o Centro do Rio de Janeiro aos estados de Minas Gerais e São Paulo. Houve épocas em que outras composições, que faziam serviços intermunicipais de média distância, partiam da estação rumo ao município fluminense de Mangaratiba, situado na região litorânea da Costa Verde brasileira. 
Dela hoje saem composições de diversas linhas, ligando o Centro aos demais bairros da Zona Norte e Oeste do Rio de Janeiro, e também aos municípios da Baixada Fluminense, inclusive a Linha Saracuruna, do qual originalmente saíam da garagem da Estação Barão de Mauá, por pertencerem à antiga Estrada de Ferro Leopoldina.
Há vários anos existia um ramal para a Estação Marítima, que foi desativado na década de 1990. O trecho por onde as composições passavam no Túnel da Marítima, hoje é parte da Linha 2 do VLT do Rio de Janeiro.

## Curiosidade
A estação, no projeto original do "novo" prédio, tinha como previsto uma garagem subterrânea, mas visto a situação do Brasil na Segunda Guerra Mundial, houve a proposição que esse estacionamento fosse construído com moldes de um abrigo antiaéreo. Como informado em matéria do Jornal A Noite. O bunker poderia comportar mais de 2 (duas) mil pessoas, com troca constante de oxigênio feito por equipamentos apropriados. Os acessos se dariam pelas grandes rampas, que dão trânsito ao pavimento inferior, ainda existentes na estação. Esse abrigo fora o primeiro do Brasil.

## Cronologia
- 1858: inauguração da Estrada de Ferro Dom Pedro II e de sua estação terminal.
- 1889: com a transição da monarquia para a república, a Estrada de Ferro Dom Pedro II passaria a se chamar Estrada de Ferro Central do Brasil.
- 1929: inauguração do trem de aço de longo percurso, Cruzeiro do Sul (Rio-São Paulo).
- 1935: início do processo de eletrificação das linhas de subúrbio da Estrada de Ferro Central do Brasil.
- 1936: lançamento da pedra fundamental da nova Estação Dom Pedro II.
- 1937: inauguração dos primeiros trens-unidades elétricos de subúrbio, que ainda partiam da antiga estação.
- 1943: inauguração da nova estação, com o grande relógio de quatro faces, inspirado no movimento artístico art déco.
- 1950: inauguração dos trens de aço de longo percurso, Santa Cruz (Rio-São Paulo) e Vera Cruz (Rio-Belo Horizonte).
- 1961: fim das viagens do trem de aço Cruzeiro do Sul, que partia da estação, sendo substituído definitivamente pelo moderno trem de aço Santa Cruz.
- 1975: foi fechada a Estrada de Ferro Central do Brasil, sendo sucedida e unificada pela Rede Ferroviária Federal.
- 1976: suspensão temporária das viagens do trem de aço Vera Cruz, por conta de uma grave  colisão com um cargueiro em Minas Gerais.[6]
- 1977: remanejamento dos trens de subúrbio da Linha Auxiliar da gare da Estação Francisco Sá para a da Estação Dom Pedro II.
- 1979: inaugurado o Metrô do Rio de Janeiro, no qual passa a ser realizada a baldeação com a estação ferroviária.
- 1980: retorno operacional das viagens do trem de aço Vera Cruz.[7]
- 1984: remanejamento do controle das linhas de subúrbio para a então recém-criada Companhia Brasileira de Trens Urbanos.
- 1990: fim das viagens do trem de aço Vera Cruz, que partia da estação.
- 1991: suspensão das viagens do trem de aço Santa Cruz, que partia da estação.
- 1994: a estação passa a ser administrada pelo Governo Estadual, através da Companhia Fluminense de Trens Urbanos.
- 1994: o trem de aço Santa Cruz passa a se chamar Trem de Prata e suas partidas passam a sair da gare da Estação Barão de Mauá (Leopoldina), até o fim de suas operações em 1998.
- 1998: a estação passa a ser administrada pela atual gestão da SuperVia.
- 1999: remanejamento dos trens de subúrbio do Ramal de Gramacho da gare da Estação Barão de Mauá (Leopoldina) para a Estação Dom Pedro II, que passa a ser a terminal do ramal.
- 2003: a estação deixa de se chamar Dom Pedro II e passa a ser denominada como Central do Brasil, nome pelo qual já era conhecida informalmente.
- 2017: com a inauguração da Linha 2 do VLT Carioca, passa a ser realizada a baldeação deste com a estação ferroviária.

## Pontos de Interesse
- Arquivo Nacional
- Faculdade Nacional de Direito da UFRJ
- Palácio Duque de Caxias
- Praça da República ou Campo de Santana
- Teleférico da Providência

## Plataformas
| 1 |

|  | ↑ a ↑ |

| 2 |

|  | ↑ b ↑ |

| 3 |

|  | ↑ c ↑ |

| 4 |

|  | ↑ d ↑ |

| 5 |

|  | ↑ e ↑ |

| 6 |

|  | ↑ f ↑ |

| 7 |

|  | ↑ g ↑ |

| 8 |

|  | ↑ h ↑ |

| 9 |

|  | ↑ i ↑ |

| 10 |

|  | ↑ j ↑ |

| 11 |

|  | ↑ k ↑ |

|  | ↑ l ↑ |

| 12 |

|  | ↑ m ↑ |

|  | ↑ n ↑ |

| 13 |

| 1 |

|  | ↑ a ↑ |

| 2 |

|  | ↑ b ↑ |

| 3 |

|  | ↑ c ↑ |

| 4 |

|  | ↑ d ↑ |

| 5 |

|  | ↑ e ↑ |

| 6 |

|  | ↑ f ↑ |

| 7 |

|  | ↑ g ↑ |

| 8 |

|  | ↑ h ↑ |

| 9 |

|  | ↑ i ↑ |

| 10 |

|  | ↑ j ↑ |

| 11 |

|  | ↑ k ↑ |

|  | ↑ l ↑ |

| 12 |

|  | ↑ m ↑ |

|  | ↑ n ↑ |

| 13 |

| 1 |

|  | ↑ a ↑ |

| 2 |

|  | ↑ b ↑ |

| 3 |

|  | ↑ c ↑ |

| 4 |

|  | ↑ d ↑ |

| 5 |

|  | ↑ e ↑ |

| 6 |

|  | ↑ f ↑ |

| 7 |

|  | ↑ g ↑ |

| 8 |

|  | ↑ h ↑ |

| 9 |

|  | ↑ i ↑ |

| 10 |

|  | ↑ j ↑ |

| 11 |

|  | ↑ k ↑ |

|  | ↑ l ↑ |

| 12 |

|  | ↑ m ↑ |

|  | ↑ n ↑ |

| 13 |

| 1 |

|  | ↑ a ↑ |

| 2 |

|  | ↑ b ↑ |

| 3 |

|  | ↑ c ↑ |

| 4 |

|  | ↑ d ↑ |

| 5 |

|  | ↑ e ↑ |

| 6 |

|  | ↑ f ↑ |

| 7 |

|  | ↑ g ↑ |

| 8 |

|  | ↑ h ↑ |

| 9 |

|  | ↑ i ↑ |

| 10 |

|  | ↑ j ↑ |

| 11 |

|  | ↑ k ↑ |

|  | ↑ l ↑ |

| 12 |

|  | ↑ m ↑ |

|  | ↑ n ↑ |

| 13 |

## Linhas
- Linha Deodoro
- Linha Santa Cruz
- Linha Japeri
- Linha Belford Roxo
- Linha Saracuruna